# Rudgea graciliflora
Rudgea graciliflora är en måreväxtart som beskrevs av Paul Carpenter Standley. Rudgea graciliflora ingår i släktet Rudgea och familjen måreväxter. Inga underarter finns listade i Catalogue of Life.